# Scars (Allison Iraheta)
Scars è il secondo singolo della cantante pop rock statunitense Allison Iraheta, incluso nel suo album di debutto Just Like You. Ha finora venduto circa 20 000 copie a livello mondiale.